# Poprava kastilských komunérů
Poprava kastilských komunérů (španělsky: Ejecución de los comuneros de Castilla) je historický obraz od Antonia Gisberta z roku 1860.
Gisbert namaloval tuto olejomalbu v Římě. Obraz představil na Národní výstavě výtvarných umění v roce 1860, kde získal zlatou medaili. Poslanecká sněmovna obraz zakoupila za 80 000 reales. Obraz zobrazuje popravu tří vůdců povstání komunérů 24. dubna 1521 ve Villalaru. Tradičně byl vystaven v Palacio de las Cortes v Madridu, ale při příležitosti 500. výročí zobrazené události v roce 2021 byl dočasně přesunut do sídla kortesů Kastilie a Leónu ve Valladolidu.